# فرودگاه آبی دوسن سیتی
فرودگاه آبی دوسن سیتی (به انگلیسی: Dawson City Water Aerodrome) یک فرودگاه همگانی است که یک باند فرود آب دارد. این فرودگاه در کشور ایالات متحده آمریکا قرار دارد و در ارتفاع ۳۲۰ متری از سطح دریا واقع شده‌است.